# Бенито-Хуарес (Герреро)
Бенито-Хуарес (исп. Benito Juárez) — муниципалитет в Мексике, штат Герреро, с административным центром в городе Сан-Херонимо-де-Хуарес. Численность населения, по данным переписи 2010 года, составила 15 019 человек.

## Общие сведения
Название Benito Juárez дано в честь президента Мексики Бенито Хуареса .
Площадь муниципалитета равна 230 км², что составляет 0,36 % от площади штата. Он граничит с другими муниципалитетами Герреро: на западе с Текпан-де-Галеаной, на севере с Атояк-де-Альваресом, и на востоке с Коюка-де-Бенитес; а на юге муниципалитет омывается водами Тихого океана.

## Учреждение и состав
Муниципалитет был образован 1 января 1924 года, в его состав входит 40 населённых пунктов, самые крупные из которых:
| Код INEGI | Населённый пункт                                                              | Численность населения (2005 год) | Численность населения (2010 год) |
| 014       | Всего                                                                         | 14 444                           | 15 019                           |
| 0001      | Сан-Херонимо-де-Хуарес (исп. San Jerónimo de Juárez) (административный центр) | 6 448                            | 7 200                            |
| 0009      | Асьенда-де-Кабаньяс (исп. Hacienda de Cabañas)                                | 1 990                            | 2 011                            |
| 0003      | Ареналь-де-Альварес (исп. Arenal de Álvarez)                                  | 1 366                            | 1 311                            |
| 0018      | Лас-Тунас (исп. Las Tunas)                                                    | 1 398                            | 1 311                            |
| 0004      | Ареналь-де-Гомес (исп. Arenal de Gómez)                                       | 1 002                            | 967                              |

## Экономическая деятельность
По статистическим данным 2000 года, работоспособное население занято по секторам экономики в следующих пропорциях: сельское хозяйство, скотоводство и рыбная ловля — 36,5 %, промышленность и строительство — 15,1 %, сфера обслуживания и туризма — 46,5 %.

## Инфраструктура
По статистическим данным 2010 года, инфраструктура развита следующим образом:
- электрификация: 96,6 %;
- водоснабжение: 73 %;
- водоотведение: 86 %.

## Туризм
Основные достопримечательности:
- приход Сан Хосе, расположенный в муниципальном центре;
- пляжи на побережье Тихого океана.